# Juan Marín
Juan Antonio Marín Lozano (Sanlúcar de Barrameda, 31 de diciembre de 1962) es un empresario y político español que fue candidato de Ciudadanos a la presidencia de la Junta de Andalucía. También ha sido técnico de voleibol. Es padre de dos hijos. Ocupó el cargo de vicepresidente de la Junta de Andalucía y de consejero de Turismo, Regeneración, Justicia y Administración Local. Aunque el 19 de junio de 2022 anunció su retirada de la política, cuatro meses más tarde el presidente de la Junta, el popular Juanma Moreno, le eligió para presidir el Consejo Económico y Social de Andalucía.

## Biografía
Inició Relaciones Laborales, pero en 1981 dejó los estudios para encargarse del negocio de joyería y relojería de su familia. También presidió la Asociación de Comerciantes de su ciudad natal.
Comenzó su trayectoria política de la mano de Alianza Popular, apareciendo en la lista del partido para las elecciones municipales de 1983.
En el año 2000 estuvo trabajando un año con Juan José Marí en un pequeño despacho.
En 2006, tras una convocatoria de huelga de basuras, cofundó el partido Ciudadanos Independientes de Sanlúcar (CIS), que al año siguiente obtuvo tres concejales y empezó a gobernar en coalición con el PSOE en el ayuntamiento, acabando con la mayoría absoluta del PP. Juan Marín accedió al puesto de primer teniente de alcalde, dirigiendo varias áreas, como Promoción de la ciudad y Fomento de Empresas.
En 2011, tras recibir la llamada de un portavoz de Ciudadanos, inició su colaboración con dicho partido al haber encontrado nexos comunes entre dicho partido y el suyo local, Ciudadanos Independientes de Sanlúcar. A partir de dicha colaboración, Ciudadanos colocaría la primera piedra de la implantación de su formación en la Comunidad Autónoma de Andalucía, convirtiendo a Juan Marín en impulsor de Movimiento Ciudadano, sin dejar de lado su cargo de concejal en el Ayuntamiento de Sanlúcar de Barrameda.
En 2015 Juan Marín recibió la llamada de Fran Hervías, secretario de Organización del partido, pidiéndole que se presentara a las primarias de su partido para encabezar la lista de la formación a la presidencia de la Junta de Andalucía. Una vez se presentó a dichas primarias, Juan Marín fue elegido como tal por los afiliados de la formación naranja en Andalucía, dándose el caso de que ningún otro afiliado en la Comunidad Autónoma pudo obtener el número mínimo de avales para ostentar dicho cargo, por lo que Juan José Marín no tuvo una oposición directa en este proceso.
El 22 de marzo de 2015, ya como cabeza de lista de Ciudadanos, obtuvo nueve escaños en el Parlamento de Andalucía, los cuales sirvieron para facilitar la investidura a Susana Díaz al frente de la Junta de Andalucía durante la X Legislatura.
En las siguientes elecciones autonómicas del 2 de diciembre de 2018, los resultados de su candidatura crecieron hasta los 21 escaños. Durante la sesión constitutiva de la cámara autonómica, celebrada el 27 de diciembre de 2018, la diputada electa de Ciudadanos por Almería, Marta Bosquet, resultó elegida como presidenta de la Mesa del Parlamento de Andalucía. Tras los acuerdos alcanzados con el PP, mediante los cuales él prestaba el apoyo de sus 21 diputados para facilitar la investidura de Juanma Moreno, Juan Marín fue nombrado Vicepresidente de la Junta de Andalucía.
Además de la vicepresidencia, Marín se ocuparía de las áreas de Regeneración democrática, Justicia, y Turismo, aglutinando todas estas competencias en una macro consejería a su cargo.
Ante los malos resultados obtenidos por su formación en las elecciones autonómicas de junio de 2022, en las que no logró ni un escaño, anunciaba su renuncia a sus cargos en el partido y su abandono de la primera línea de la política: «Me pongo al servicio de mi partido como un afiliado más de base. En política hay que entrar con dignidad y hay que salir con dignidad», señaló.